# Avant l'oubli
Pour plus de détails, voir Fiche technique et Distribution.
Avant l'oubli est un film français réalisé par Augustin Burger, sorti en 2005.

## Synopsis
À Marseille en 1957, Jeanne a fui le régime de Franco. Mère d'une petite fille, elle est un jour contactée pour transmettre des tracts du FLN aux travailleurs algériens de son usine de savon.

## Fiche technique
- Titre : Avant l'oubli
- Réalisation : Augustin Burger
- Scénario : Augustin Burger
- Musique : Hugues Tabar-Nouval
- Photographie : Bruno de Keyzer
- Montage : Khadicha Bariha
- Production : Jacques-Henri Bronckart, Olivier Bronckart et Jérôme Vidal
- Société de production : Quo Vadis Cinéma, Elías Querejeta Producciones Cinematográficas, Zephyr Films, Arte France Cinéma et Canal+
- Société de distribution : Albarès Productions (France)
- Pays :  France
- Genre : drame
- Durée : 100 minutes
- Dates de sortie : 
  -  France : 15 juin 2005

## Distribution
- Sami Bouajila : Ali Redjala
- Nieve de Medina : Jeanne
- Frédéric Pierrot : Pierre
- Marie Vialle : Marie-Louise
- Hammou Graïa : Bouziane
- Abel Jafri : Abdallah
- Zakariya Gouram : Salah
- Ichem Saïbi : Tayeb
- Djafer Chibani : Cheikh Bouhani
- Catherine Salviat : La mère de Jeanne
- Clara Guerrero : Ida
- Karim Belkhadra : Ahmed Djellouli
- Frédéric Haddou : Inspecteur 1
- Thierry Hancisse : Inspecteur 2
- Axel Aïdan : Mekbouch
- Jeff El Eini : Messaliste
- Audrey Bonnet : Pauline
- Anna Favre : Jeune femme
- Michèle Harfaut : Annette
- Vanessa Bettane : Suzanne
- Mostéfa Stiti : Si Mokhtar
- David le pivert : militant

## Accueil
Jean-Luc Douin pour Le Monde estime que « les défauts de ce film humble (un jeu inégal et des dialogues convenus) n'entament pas l'authenticité avec laquelle nous est peinte cette idylle charnelle, sur fond de guerre civile ».